# Scarborough (Maine)
Scarborough è una città degli Stati Uniti d'America, nella contea di Cumberland, nello Stato del Maine. La popolazione era di 16 970 abitanti nel censimento del 2000. Scarborough fu fondata nel 1658.